# راس النقيل (مذيخرة)

تعديل مصدري - تعديل

راس النقيل محلة تابعة لقرية كشران، التابعة لعزلة الافيوش بمديرية مذيخرة إحدى مديريات محافظة إب في الجمهورية اليمنية، بلغ تعداد سكانها 107 حسب تعداد اليمن لعام 2004.